# Municipio de José Batlle y Ordóñez
El municipio de José Batlle y Ordóñez es uno de los municipios del departamento de Lavalleja, Uruguay. Tiene su sede en la ciudad homónima.

## Ubicación
El municipio se encuentra localizado en la zona noroeste del departamento de Lavalleja.

## Historia
De acuerdo a la Ley Nº 18567 del año 2009 de Descentralización Política y Participación Ciudadana, a partir de 2015 se instalarían municipios en todas aquellas localidades con una población mayor a los 2000 habitantes, como es el caso de la localidad de José Batlle y Ordóñez según el censo de 2011. En abril de 2013, la Intendencia Departamental de Lavalleja elevó a la respectiva Junta Departamental el proyecto que creaba el municipio de José Batlle y Ordóñez. Sin embargo los plazos reglamentarios dispuestos por la Ley para que la intendencia nominara y la Junta Departamental aprobara las circunscripciones electorales no fueron  cumplidos. Al no cumplirse con estos plazos, el Poder Ejecutivo definió los municipios en el departamento de Lavalleja a través de la Ley Nº 19319 del 27 de marzo de 2015, creando el municipio de José Batlle y Ordóñez en el departamento de Lavalleja. A dicho municipio le fue adjudicada la circunscripción electoral SIE de ese departamento.

## Autoridades
La autoridad del municipio es el Concejo Municipal, compuesto por el Alcalde y cuatro Concejales.
Alcaldes según período:
| Nº | Alcalde                | Partido             | Inicio del mandato      | Fin del mandato         | Observaciones     | Concejales                                                                        |
| -- | ---------------------- | ------------------- | ----------------------- | ----------------------- | ----------------- | --------------------------------------------------------------------------------- |
| 1  | Pablo Francisco Patiño | Partido Nacional PN | julio de 2015           | 26 de noviembre de 2020 | Alcalde elegido   | Asdrúbal R. Mujica (PN) Nahir Fernández (PN) Milton González (PN) Nilo Sunes (FA) |
| 2  | Pablo Francisco Patiño | Partido Nacional PN | 27 de noviembre de 2020 | 2025                    | Alcalde reelegido | Melissa Bentancor (PN) Yessi Miguel (PN) María Sosa (PN) José Vigo (PN)           |